# Nanori
Nanori (名乗り?  literalmente "decir o dar su propio nombre"; también, por extensión, "presentarse a sí mismo") son lecturas (pronunciación) de caracteres kanji encontradas exclusivamente en nombres japoneses.
En el idioma japonés, muchos nombres están formados por caracteres comunes con pronunciaciones estándar. Sin embargo, estos nombres pueden también contener caracteres que solo se encuentran como parte de un nombre, así como caracteres estándar que tienen pronunciaciones particulares al formar parte de un nombre. Por ejemplo, el carácter 希, que significa "esperanza" o "raro/escaso", usualmente se pronuncia ki (o a veces ke o mare), pero como nombre femenino puede ser leído como Nozomi.
En palabras compuestas, las lecturas nanori pueden ser utilizadas en combinación con otras pronunciaciones, como en el caso de Iida (飯田). En este caso, la pronunciación nanori de 飯 (いい, ii) y la pronunciación estándar kun'yomi de 田 (だ, da) se combinan. Suele suceder, como en el ejemplo previo, que la pronunciación nanori esté relacionada con el significado general del carácter kanji, pero que sea una manera de leerlo que ha caído en desuso.
- Datos: Q734625